# Karol Schulz
Karol Schulz (18 giugno 1974) è un ex calciatore slovacco, di ruolo difensore.

## Carriera

### Nazionale
Ha collezionato quattro presenze con la propria Nazionale.